# Nombela
Nombela település Spanyolországban, Toledo tartományban. Nombela Aldea en Cabo, Escalona, Hormigos, El Casar de Escalona, Los Cerralbos, Cardiel de los Montes, Garciotum, Pelahustán és Cenicientos községekkel határos. Lakosainak száma 895 fő (2024).

## Népesség
A település népessége az utóbbi években az alábbiak szerint változott:
| Lakosok száma | 921  | 958  | 999  | 1035 | 1021 | 986  | 895  | 858  | 881  | 895  |
|               | 2001 | 2004 | 2007 | 2009 | 2012 | 2014 | 2017 | 2019 | 2022 | 2024 |